# Motoori Norinaga
Motoori Norinaga (n. 21 iunie 1730, Matsusaka, Japonia – d. 5 octombrie 1801, Matsusaka, Japonia) a fost un erudit, filolog și prozator japonez din perioada Edo.
Opera sa voluminoasă, scrisă într-o limbă literară suplă și expresivă, cuprinde scrieri polemice cu caracter filozofic, studii de critică literară, tratate despre poezie, manuale de gramatică și mai ales un amplu și erudit comentariu al lucrării Kojiki (1764-1798, „Cartea lucrurilor vechi”), pe care a considerat-o prima scriere istorică și primul moment literar japonez.